# Swędów
Swędów (pronunciación en polaco: /ˈsfɛnduf/) es un pueblo en el distrito administrativo de Gmina Stryków, dentro del Distrito de Zgierz, Voivodato de Łódź, en el centro de Polonia. Se encuentra aproximadamente 5 kilómetros al oeste de Stryków, 12 kilómetros al noreste de Zgierz, y 16 kilómetros al norte de la capital regional, Łódź.
El pueblo tiene una población aproximada de 1,000 habitantes.